# Милчо Германов
Милчо Атанасов Германов е български математик и политик от Българската комунистическа партия (БКП), член на нейния Централен комитет през 1979 – 1986 година.

## Биография
Милчо Германов е роден на 18 ноември 1931 година в София. През 1954 година завършва математика в Софийския университет „Климент Охридски“, след което преподава известно време в Института по механизация и електрификация на селското стопанство в Русе. Връща се в София, където последователно е учител 23-та гимназия, преподавател в Полувисшия железопътен институт и научен сътрудник в Математическия институт на Българската академия на науките.
През 1964 година Германов става член на БКП, а от 1965 до 1975 година ръководи научен институт на Министерството на вътрешните работи. След това оглавява Научно-информационния център на Комитета по култура, става негов заместник-председател и първи заместник-председател. В това качество през 1979 – 1982 година има ранг на министър във второто правителство на Станко Тодоров. От 1979 до 1986 г. е член на ЦК на БКП. Между 1986 и 1990 г. е член на Държавния съвет на Народна република България. Починал 2009 г.